# Францкевич-Радзиминский, Гедеон Михаил
Гедеон Михаил Францкевич-Радзиминский герба Бродзиц (пол. Gedeon Michał Frąckiewicz Radzimiński; ? — 16 июня 1712 года) — государственный и военный деятель Великого княжества Литовского, хорунжий надворный литовский в 1697—1712 годах, староста слонимский с 1693 года. Был сыном Стафана Францкевича-Радзиминского.